# VfB Auerbach
VfB Auerbach (celým názvem: Verein für Bewegungsspiele Auerbach 1906 e. V.) je německý fotbalový klub, který sídlí v saském městě Auerbach. Založen byl v roce 1906 pod názvem Auerbacher FC. V roce 1945 došlo k jeho zrušení sovětskou okupační správou, stejný osud potkal všechny sportovní organizace v zóně. V letech 1946–1991 ve městě působil socialistický klub BSG Einheit Auerbach. Po znovusjednocení Německa došlo k obnovení starého klubu a to i se starým názvem. Od sezóny 2012/13 působí v Regionallize Nordost, čtvrté německé nejvyšší fotbalové soutěži. Klubové barvy jsou černá a žlutá.
Své domácí zápasy odehrává na VfB-Stadionu s kapacitou 4 100 diváků.

## Historické názvy
Zdroj: 
VfB
- 1906 – Auerbacher FC (Auerbacher Fußballclub)
- 1919 – VfB Auerbach (Verein für Bewegungsspiele Auerbach 1906)
- 1945 – zánik
- 1991 – obnovena činnost pod názvem VfB Auerbach (Verein für Bewegungsspiele Auerbach 1906 e. V.)

BSG Einheit
- 1946 – SuKK Auerbach (Sport- und Kultur-Kartell Auerbach i. V.)
- 1951 – BSG Einheit Auerbach (Betriebssportgemeinschaft Einheit Auerbach)
- 1991 – zánik

## Umístění v jednotlivých sezonách

### BSG Einheit Auerbach (1990 – 1991)
Stručný přehled
Zdroj: 
- 1990–1991: Bezirksklasse Chemnitz – sk. 1

Jednotlivé ročníky
Zdroj: 
Legenda: Z - zápasy, V - výhry, R - remízy, P - porážky, VG - vstřelené góly, OG - obdržené góly, +/- - rozdíl skóre, B - body, červené podbarvení - sestup, zelené podbarvení - postup, fialové podbarvení - reorganizace, změna skupiny či soutěže
| Východní Německo (1990 – 1991) |                                |        |    |     |     |     |    |    |     |    |        |
| Sezóny                         | Liga                           | Úroveň | Z  | V   | R   | P   | VG | OG | +/- | B  | Pozice |
| 1990/91                        | Bezirksklasse Chemnitz – sk. 1 | 4      | 30 | ... | ... | ... | 64 | 28 | +36 | 41 | 1.     |

### VfB Auerbach (1991 – )
Stručný přehled
Zdroj: 
- 1991–1994: Bezirksliga Chemnitz
- 1994–2003: Landesliga Sachsen
- 2003–2012: Fußball-Oberliga Nordost Süd
- 2012– : Fußball-Regionalliga Nordost

Jednotlivé ročníky
Zdroj: 
Legenda: Z - zápasy, V - výhry, R - remízy, P - porážky, VG - vstřelené góly, OG - obdržené góly, +/- - rozdíl skóre, B - body, červené podbarvení - sestup, zelené podbarvení - postup, fialové podbarvení - reorganizace, změna skupiny či soutěže
| Německo (1991 – ) |                              |        |    |     |     |     |    |    |     |    |        |
| Sezóny            | Liga                         | Úroveň | Z  | V   | R   | P   | VG | OG | +/− | B  | Pozice |
| 1991/92           | Bezirksliga Chemnitz         | 5      | 30 | ... | ... | ... | 47 | 43 | +4  | 33 | 5.     |
| 1992/93           | Bezirksliga Chemnitz         | 5      | 32 | ... | ... | ... | 53 | 34 | +19 | 39 | 5.     |
| 1993/94           | Bezirksliga Chemnitz         | 5      | 28 | ... | ... | ... | 60 | 29 | +31 | 40 | 1.     |
| 1994/95           | Landesliga Sachsen           | 5      | 26 | ... | ... | ... | 33 | 34 | -1  | 27 | 8.     |
| 1995/96           | Landesliga Sachsen           | 5      | 26 | ... | ... | ... | 48 | 25 | +23 | 52 | 2.     |
| 1996/97           | Landesliga Sachsen           | 5      | 28 | ... | ... | ... | 48 | 36 | +12 | 46 | 5.     |
| 1997/98           | Landesliga Sachsen           | 5      | 30 | ... | ... | ... | 36 | 51 | -15 | 29 | 13.    |
| 1998/99           | Landesliga Sachsen           | 5      | 30 | ... | ... | ... | 38 | 50 | -12 | 35 | 11.    |
| 1999/00           | Landesliga Sachsen           | 5      | 30 | ... | ... | ... | 49 | 36 | +13 | 49 | 4.     |
| 2000/01           | Landesliga Sachsen           | 5      | 28 | ... | ... | ... | 63 | 40 | +23 | 60 | 2.     |
| 2001/02           | Landesliga Sachsen           | 5      | 30 | ... | ... | ... | 74 | 29 | +45 | 65 | 2.     |
| 2002/03           | Landesliga Sachsen           | 5      | 30 | 19  | 6   | 5   | 73 | 38 | +35 | 63 | 1.     |
| 2003/04           | Fußball-Oberliga Nordost Süd | 4      | 30 | 5   | 11  | 14  | 29 | 49 | -20 | 26 | 13.    |
| 2004/05           | Fußball-Oberliga Nordost Süd | 4      | 34 | 15  | 4   | 15  | 54 | 65 | -11 | 49 | 7.     |
| 2005/06           | Fußball-Oberliga Nordost Süd | 4      | 30 | 9   | 7   | 14  | 40 | 46 | -6  | 34 | 11.    |
| 2006/07           | Fußball-Oberliga Nordost Süd | 4      | 30 | 9   | 10  | 11  | 33 | 39 | -6  | 37 | 12.    |
| 2007/08           | Fußball-Oberliga Nordost Süd | 4      | 30 | 12  | 9   | 9   | 40 | 25 | +15 | 45 | 6.     |
| 2008/09           | Fußball-Oberliga Nordost Süd | 5      | 30 | 17  | 8   | 5   | 49 | 29 | +20 | 59 | 2.     |
| 2009/10           | Fußball-Oberliga Nordost Süd | 5      | 30 | 16  | 5   | 9   | 54 | 35 | +19 | 53 | 4.     |
| 2010/11           | Fußball-Oberliga Nordost Süd | 5      | 30 | 17  | 6   | 7   | 63 | 39 | +24 | 57 | 2.     |
| 2011/12           | Fußball-Oberliga Nordost Süd | 5      | 26 | 15  | 7   | 4   | 47 | 30 | +17 | 52 | 2.     |
| 2012/13           | Fußball-Regionalliga Nordost | 4      | 30 | 6   | 10  | 14  | 35 | 48 | -13 | 28 | 14.    |
| 2013/14           | Fußball-Regionalliga Nordost | 4      | 30 | 12  | 5   | 13  | 41 | 45 | -4  | 41 | 7.     |
| 2014/15           | Fußball-Regionalliga Nordost | 4      | 28 | 9   | 4   | 15  | 28 | 56 | -28 | 31 | 12.    |
| 2015/16           | Fußball-Regionalliga Nordost | 4      | 34 | 14  | 8   | 12  | 52 | 44 | +8  | 50 | 9.     |
| 2016/17           | Fußball-Regionalliga Nordost | 4      | 34 | 11  | 12  | 11  | 47 | 50 | -3  | 45 | 12.    |
| 2017/18           | Fußball-Regionalliga Nordost | 4      | 34 | 10  | 13  | 11  | 48 | 51 | -3  | 43 | 11.    |
| 2018/19           | Fußball-Regionalliga Nordost | 4      | 34 |     |     |     |    |    |     |    |        |